# Baileychromis centropomoides
Рід Baileychromis складається з єдиного виду риб родини цихлові — Baileychromis centropomoides (Bailey & Stewart 1977). Ендемік озера Танганьїка у східній Африці.